# Oreochromis korogwe
Oreochromis korogwe е вид лъчеперка от семейство Цихлиди (Cichlidae).

## Разпространение
Видът е разпространен в Кения и Танзания.